# Tyromyces nemorosus
Tyromyces nemorosus är en svampart som beskrevs av Corner 1989. Tyromyces nemorosus ingår i släktet Tyromyces och familjen Polyporaceae.   Inga underarter finns listade i Catalogue of Life.